# Петровка (Сафакулевский район)
Петровка — деревня в Сафакулевском районе Курганской области. Входит в состав Сарт-Абдрашевского сельсовета.

## История
Основана в 1923 году. По данным на 1926 год посёлок Петровка состоял из 21 хозяйства. В административном отношении входил в состав Мартыновского сельсовета Яланского района Челябинского округа Уральской области.

## Население
| 1989 | 2002 | 2010 |
| ---- | ---- | ---- |
| 158  | ↘70  | ↘33  |

По данным переписи 1926 года в посёлке проживало 127 человек (64 мужчины и 63 женщины), в том числе: русские составляли 100 % населения.
Национальный состав
Согласно результатам Всероссийской переписи населения 2002 года, в национальной структуре населения русские составляли 50 %, башкиры — 47%.